# Copiapoa grandiflora
Copiapoa grandiflora är en art inom randkaktussläktet och familjen kaktusväxter, som har sin naturliga utbredning i Chile.

## Beskrivning
Copiapoa grandiflora är en klotformad kaktus som blir 6 till 10 centimeter i diameter. Den är uppdelad i 12 till 19 åsar. Längs åsarna sitter areoler som är 2,5 till 4 millimeter i diameter och på ett avståna av 1 cemtimeter från varandra. I areolerna sitter ett antal centraltaggar som blir upp till 5 centimeter långa. Runt dessa sitter 7 till 10 , nållika radiärtaggar som blir 1 till 3 centimeter långa. Blommorna är gula och blir 3 till 5,5 centimeter i diameter. Frukten är klotformad, rödaktig eller brunaktig och 1 till 1,5 centimeter stor. Fröna är 1 millimeter stora.

## Synonymer
Copiapoa montana ssp. grandiflora (F.Ritter) N.P.Taylor 1997